# Нельсон, Рики
Рики Нельсон (англ. Ricky Nelson; полное имя — Эрик Хилльярд Нельсон англ. Eric Hilliard Nelson; 8 мая 1940 — 31 декабря 1985) — американский актёр, певец и музыкант, получивший известность как исполнитель рок-н-ролла и кумир подростков 1950-х годов.
Нельсон был (согласно Allmusic) в песенном творчестве мягче и мелодичнее, чем Элвис Пресли, Джин Винсент или Карл Перкинс, и не обладал выдающимся вокальным дарованием, однако «…в течение первых пяти лет карьеры проявил редкую последовательность в создании приятной на слух поп-рокабилли», а также «сыграл в чём-то недооцененную, но важнейшую роль как исполнитель, больше других способствовавший проникновению рок-н-ролла в американский мейнстрим».
Нельсон был первым исполнителем, который возглавил Billboard Hot 100. В общей сложности в 1957—1973 годах 53 его сингла входили в американский хит-парад, 19 из них поднимались в первую десятку. В январе 1987 года, через год после гибели в авиакатастрофе, был включен в Зал славы рок-н-ролла. В 1994 году ему была посвящена «Золотая пальмовая звезда» на Аллее Звёзд в Палм-Спрингс, штат Калифорния, США.

## Биография
Рики Нельсон родился в больнице Holy Name Hospital в Тинеке, Нью-Джерси, в семье руководителя биг-бэнда Оззи Нельсона (Oswald George Nelson) и его жены, певицы (также выступавшей с оркестрами) Харриет Хильярд Нельсон (урожд. Пегги Луиза Снайдер). Профессиональную карьеру Рики начал в восьмилетнем возрасте, когда вместе с Оззи, Харриет и старшим братом Дэвидом начал участвовать в комедийном радио- и телесериале «Приключения Оззи и Харриет» (англ. «The Adventures of Ozzie and Harriet»).
Погиб 31 декабря 1985 года в результате авиакатастрофы частного самолета менее чем в двух милях от посадочной полосы на северо-востоке от Далласа, в Де-Калбе, штат Техас. Вместе с ним погибла его невеста Хелен Блейр, а также басист Патрик Вудворд, барабанщик Рик Интвелд, клавишник Энди Чапин, гитарист Бобби Нил и звукорежиссер Дональд Кларк Рассел. Пилоты Кен Фергюсон и Брэд Ранк смогли спастись, успев выбраться через окна до того, как упавший самолет сгорел.

## Личная жизнь
20 апреля 1963 года Рики Нельсон женился на художнице и актрисе Шарон Кристин Хармон; они развелись в декабре 1982 года. В этом браке родились четверо детей: Трейси, ставшая актрисой, братья-близнецы Гуннар Эрик и Мэтью Грей, оба ставшие музыкантами, и Сэм Хильярд.

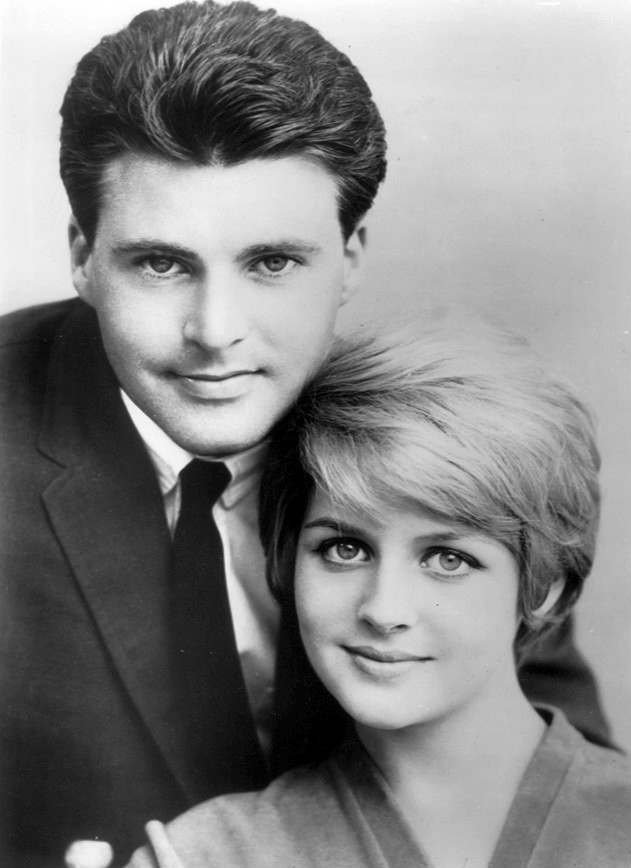
Рики и Кристин Нельсон в 1964 году

14 февраля 1981 года у Джорджеанны Кру родился сын Эрик Кру, отцом которого был (как выяснилось в 1985 году на основе генетической экспертизы) Рики Нельсон.
На момент своей гибели Рики Нельсон был обручён с Хелен Блэйр (Helen Blair).

## Дискография

### Альбомы (избранное)
- 1957 — Ricky (Hallmark Recordings)
- 1959 — Songs by Ricky (Magic Records)
- 1959 — Ricky Sings Again (Liberty Records)
- 1960 — More Songs by Ricky (Imperial Records)
- 1961 — Rick Is 21 (Magic Records)
- 1962 — Album Seven by Rick (Imperial Records)
- 1963 — Rick Nelson Sings For You (MCA Records)
- 1964 — The Very Thought of You (Decca Records)
- 1964 — Spotlight on Rick (Decca Records)
- 1965 — Best Always (Decca)
- 1965 — Love and Kisses (Decca)
- 1966 — Bright Lights & Country Music (Decca)
- 1967 — Another Side of Rick (Decca)
- 1969 — Perspective (Decca)
- 1972 — Garden Party (Universal/Special Products)
- 1977 — Intakes (Epic Records)
- 1981 — Playing to Win (Capitol Records)
- 1986 — Live, 1983—1985 (Rhino Records)[5]

## Синглы
| Год  | Песня |
| ---- | --- |
| 1957 | - «A Teenager’s Romance» - «I’m Walkin» - «You’re My One and Only One» - «Have I Told You Lately That I Love You» - «Be-Bop Baby» |
| 1958 | - «Stood up» - «Waitin’ In School» - «My Bucket’s Got A Hole In It» - «Believe What You Say» - «Poor Little Fool» - «Someday» - «Lonesome Town» |
| 1959 | - «It’s Late» - «Never Be Anyone Else But You» - «Just A Little Too Much» - «Sweeter Than You» - «I Wanna Be Loved» - «Mighty Good» |
| 1960 | - «Young Emotions» - «Right By My Side» - «I’m Not Afraid» - «Yes Sir, That’s My Baby» - «You Are The Only One» - «Milk Cow Blues» |
| 1961 | - «Travelin’ Man» - «Hello Mary Lou» - «A Wonder Like You» - «Everlovin» |
| 1962 | - «Young World» - «Summertime» - «Today’s Teardrops» - «Mad, Mad World» - «Ten Age Idol» - «I’ve Got My eyes On You» (And I Like What I See)" - «It’s Up To You» - «I Need You» |
| 1963 | - «I’m in Love Again» - «That’s All» - « You Don’t Love Me Anymore (And I Can Tell)» - «I Got A Woman» - «If You Can’t Rock Me» - «Old Enough to Love» - «A Long Vacation» - «Gypsy Woman» - «String Along» - «There’s Not a Minute» - «Fools Rush In» - «Down Home» - «Today’s Teardrops» - «For You» |
| 1964 | - «Congratulations» - «The Very Thought of You» - «I Wonder (If Your Love Will Ever Belong to Me» - «Lucky Star» - «There’s Nothing I Can Say» - «Lonely Corner» - «A Happy Guy» - «Don’t Breathe a Word»                                                                                              |
| 1965 | - «Mean Old World» - «Come Out Dancing» - «Love and Kisses» |
| 1966 | - «Fire Breatin’ Dragon» - «You Just Can’t Quit» - «Things You Gave Me» |
| 1967 | - «They Don’t Give Medals (To Yesterday’s Heroes)» - «Take a City Bridge» |
| 1968 | - «Suzanne on a Sunday Morning» - «Dream Weaver» |
| 1969 | - «Don’t Blame it on Your Wife» - «Don’t Make Promises» - «She Belongs to Me» |
| 1970 | - «Easy To Be Free» - «I Shall Be Released» - «We Got Such A Long Way To Go» |
| 1971 | - «How Long» - «Life» |
| 1972 | - «Thank You Lord» - «Gypsy Pilot» - «Garden Party» |
| 1973 | - «Palace Guard» - «Lifestream» - «Evil Woman Child» |
| 1974 | - «Windfall» - «One Night Stand» - «Try (Try to Fall in Love») - «Rock and Roll Lady» |
| 1977 | - «You Can’t Dance» |
| 1978 | - «Gimme a Little Sign» |
| 1979 | - «Dream Lover» - «It Hasn’t Happened Yet» - «Believe What You Say» - «Give ’em My Number» - «You Know What I Mean» |

## Фильмография
1959 — Рио Браво